# Sör-Movattstjärnen
Sör-Movattstjärnen är en sjö i Örnsköldsviks kommun i Ångermanland och ingår i Husåns huvudavrinningsområde. Sjön har en area på 0,0674 kvadratkilometer och ligger 235,1 meter över havet. Sjön avvattnas av vattendraget Kantsjöbäcken.

## Delavrinningsområde
Sör-Movattstjärnen ingår i det delavrinningsområde (707093-164067) som SMHI kallar för Ovan Kvarnbäcken. Medelhöjden är 279 meter över havet och ytan är 20,26 kvadratkilometer. Det finns inga avrinningsområden uppströms utan avrinningsområdet är högsta punkten. Kantsjöbäcken som avvattnar avrinningsområdet har biflödesordning 2, vilket innebär att vattnet flödar genom totalt 2 vattendrag innan det når havet efter 65 kilometer. Avrinningsområdet består mestadels av skog (80 procent). Avrinningsområdet har 0,52 kvadratkilometer vattenytor vilket ger det en sjöprocent på 2,6 procent.